# René Fernandes
René Fernandes (Paramaribo, 14 februari 1928 - aldaar, 19 juni 2004) was een Surinaams directeur, diplomaat, bestuurder en sporter. Hij was directielid van Firma I. Fernandes en Son, leider van de Joodse gemeenschap en honorair consul van Israël. Daarnaast was hij actief in meerdere sporten en besturen, waaronder als penningmeester voor de Surinaamse Badminton Bond en voorzitter van de Surinaamse Tennis Bond. Voor zijn bijdrage aan de damsport in Suriname ontving hij een hoge onderscheiding van de Werelddambond. 

## Biografie
René Fernandes slaagde in 1943 op het meer uitgebreid lager onderwijs (mulo) en bereidde zich daarna een jaar voor om toegelaten te worden tot de Geneeskundige School.
Hij was op jonge leeftijd actief in diverse sporten, waaronder als badmintonner. Met Gerard Boijmans was hij oprichter van de Surinaamse Badminton Bond, waarin Boijmans voorzitter werd en Fernandes penningmeester; Suriname had op dat moment vijftien badmintonclubs. In het voetbal speelde hij niet op het hoogste niveau, maar was hij wel actief als bestuurslid van SV Voorwaarts. Ook speelde hij geruime tijd in het volleybalteam van Oase en konden hij en de heer Van Kessel de eerste waterpolowedstrijd van Suriname op hun naam schrijven.
In 1947 vertrok hij voor studie naar de Verenigde Staten en in 1951 keerde hij terug met een bachelorgraad in biologie. Hij zag vervolgens af om door te studeren in de geneeskunde en ging op 1 september 1951 aan het werk voor het familiebedrijf van zijn vader, Firma I. Fernandes en Son. Op 14 september 1953 huwde hij met Angelique Free Salomons. Ze kregen een dochter en twee zoons. Hij werd directielid in het familiebedrijf en in 1988 namen hij en zijn broer Jack het bedrijf over. Het bedrijf is actief in meerdere marktsegmenten, waaronder hout, zeep, brood en frisdranken.
Tijdens zijn studie in de Verenigde Staten was hij gaan basketballen en bij terugkeer werd hij actief in het Surinaamse basketbal bij het team Independiente. In de jaren 1960 en begin jaren 1970, en later in de jaren 1970 opnieuw, was hij voorzitter van de Surinaamse Tennis Bond. Ook was hij trainer in de tennissport. Verder was hij actief in de Surinaamse damsport. Eind jaren 1970 werd hij voor zijn bijdrage aan deze sport bekroond met een hoge onderscheiding van de Werelddambond.
Hij kreeg steeds meer interesse in het jodendom en vergaarde hier informatie over om door te geven aan de volgende generatie. Hij accepteerde ook bestuurlijke rollen: in 1989 als voorzitter van de Sefardische Gemeente, hij werd voorzitter van de Surinaams Israëlitische Gemeente (SIG), en in 1999 trad hij aan als voorzitter van de Israëlitische Gemeente Suriname. Verder was hij voorzitter van de Nederlands-Portugese Israëlitische Gemeente (NPIG) en woordvoerder van de Nederlands Israëlitische Gemeente in Suriname (NIG/Suriname).
Daarnaast werd hij op 30 augustus 1991 benoemd tot honorair consul van Israël in Suriname en in 2004 bevorderd tot consul-generaal. Voor zijn verdiensten voor de samenleving werd hij in 1996 uitgeroepen tot Commandeur in de Ere-Orde van de Palm.
Begin 2004 werd hij ernstig ziek naar een ziekenhuis in Nederland gebracht. Later werd hij overgebracht naar het  Sint Vincentius Ziekenhuis in Paramaribo, waar hij op 19 juni 2004 overleed. René Fernandes is 76 jaar oud geworden.